# Tasiocera basispinosa
Tasiocera basispinosa är en tvåvingeart som beskrevs av Alexander 1979. Tasiocera basispinosa ingår i släktet Tasiocera och familjen småharkrankar.
Artens utbredningsområde är Komorerna. Inga underarter finns listade i Catalogue of Life.